# Legio IV Martia
La Legio IV Martia (Cuarta legión «de Marte») fue una legión romana, creada posiblemente por Aureliano en los años 270 cuando derrotó al imperio de Palmira. El numeral IV se corresponde con el hecho de que ya había una tercera legión en Arabia, la III Cyrenaica. Aparece mencionada tan sólo en la Notitia Dignitatum (h. 400), donde se cita a un Praefectus legionis quartae Martiae («Prefecto de la Cuarta Legión Martia»), con sede en Betoro (hoy en Jordania), a disposición del notable duque de Arabia (Sub dispositione viri spectabilis ducis Arabiae), esto es, el general de la provincia de Arabia.